# Solennität (Murten)
Die Solennität (von lateinisch solemnis: «feierlich») ist ein traditionelles Schulfest in der Stadt Murten im Kanton Freiburg in der Schweiz.

## Beschreibung
Die Solennität in Murten, die im Volksmund auf Berndeutsch Soli genannt wird, wird jährlich am 22. Juni zur Erinnerung an die Schlacht bei Murten von 1476 gefeiert.
Am 22. Juni marschiert das Kadettenkorps aus Murten (Schüler) am Morgenumzug uniformiert durchs «Stedtli», die Mädchen ganz in Weiss (oder wahlweise auch in Uniform). Danach folgen der Gottesdienst, der Schlachtbericht (von Schülern vorgetragen) und eine Rede des Hauptmanns (Ranghöchster der Kadetten). Am Nachmittag finden erneut ein Umzug durchs «Stedtli» und anschliessend das Defilee der Kadetten und die Tänze der Mädchen statt. Das Ganze klingt aus in einem Volksfest.